# Останино (Крым)
Оста́нино (до 1948 года Ойсу́л; укр. Останіне, крымскотат. Oysul, Ойсул) — село в Ленинском районе Республики Крым, центр Останинского сельского поселения (согласно административно-территориальному делению Украины — Останинского сельсовета Автономной Республики Крым).

## Население
| 2001 | 2014  |
| ---- | ----- |
| 1425 | ↘1327 |

Всеукраинская перепись 2001 года показала следующее распределение по носителям языка
| Язык             | Процент |
| ---------------- | ------- |
| русский          | 75.65   |
| крымскотатарский | 14.6    |
| украинский       | 8.84    |
| другие           | 0.35    |

### Динамика численности

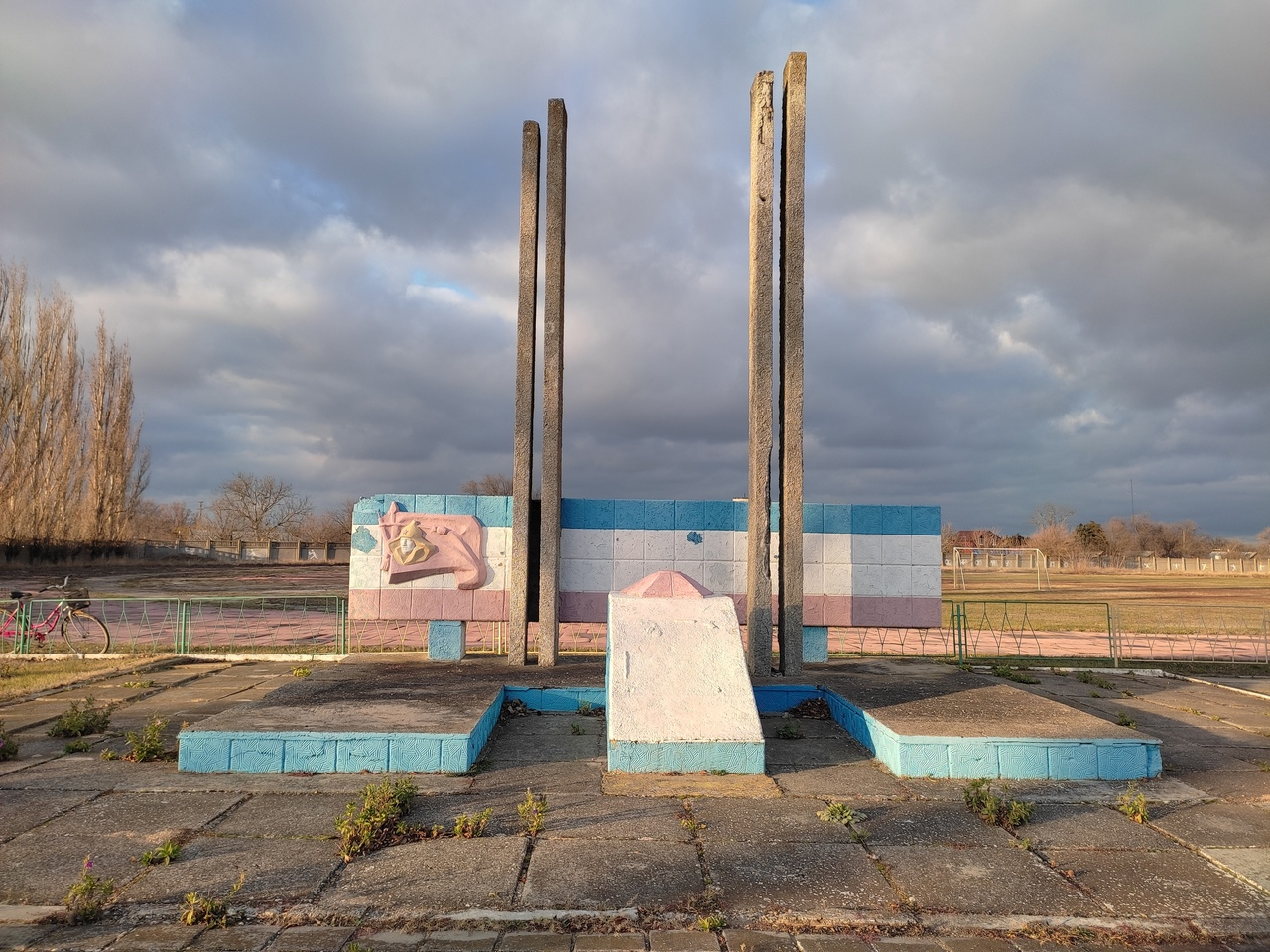
Памятный знак на месте расстрела в марте 1919 г.

| - 1915 год — 0/19 чел. - 1926 год — 38 чел. - 1939 год — 436 чел. - 1974 год — 1633 чел. | - 1989 год — 2381 чел. - 2001 год — 1425 чел. - 2009 год — 1442 чел. - 2014 год — 1327 чел. |

## Современное состояние
На 2017 год в Останино числится 17 улиц, 3 переулка и железнодорожная будка 49 км; на 2009 год, по данным сельсовета, село занимало площадь 201,4 гектара на которой, в 559 дворах, проживало 1442 человека. В селе действуют средняя общеобразовательная школа и детский сад «Ромашка», сельский Дом культуры, библиотека, амбулатория общей практики семейной медицины, отделение Почты России, храм святой Троицы.
В районе современного спорткомплекса в 1954 году, на месте расстрела 18 марта 1919 года 19 коммунистов, среди которых был Народный Комиссар просвещения Крыма, участник восстания на броненосце «Потёмкин» Филипп Вакулович Мурзак установлен памятник, объект культурного наследия.

## География
Останино расположено на севере района и Керченского полуострова, на склоне Парпачского хребта к Астанинскому болоту, высота центра села над уровнем моря 20 м.
Находится примерно в 14 километрах (по шоссе) на северо-восток от районного центра Ленино. В селе находится железнодорожная станция Останино на линии Владиславовка — Керчь. Транспортное сообщение осуществляется по региональной автодороге 35Н-344 Песочное — до шоссе «граница с Украиной — Джанкой — Феодосия — Керчь» (по украинской классификации — С-0-10837).

## История
Впервые в доступных источниках селение встречается в Статистическом справочнике Таврической губернии. Ч.II-я. Статистический очерк, выпуск пятый Феодосийский уезд, 1915 год, согласно которому на железнодорожном разъезде Ойсул Петровской волости Феодосийского уезда числилось 3 двора с русским населением в количестве 19 человек только «посторонних» жителей.

После установления в Крыму Советской власти, по постановлению Крымревкома, 25 декабря 1920 года был образован Керченский (степной) уезд, а, постановлением ревкома № 206 «Об изменении административных границ» от 8 января 1921 года была упразднена волостная система и село вошло в состав Петровского района Керченского уезда, а в 1922 году уезды получили название округов. 11 октября 1923 года, согласно постановлению ВЦИК, в административное деление Крымской АССР были внесены изменения, в результате которых округа были отменены, Керченский округ слили с Феодосийским, Петровский район упразднили, влив в Керченский район. Согласно Списку населённых пунктов Крымской АССР по Всесоюзной переписи 17 декабря 1926 года, на железнодорожной станции Ойсул, Семи-Колодезянского сельсовета Керченского района, числилось 12 дворов, из них 5 некрестьянских, население составляло 38 человек, из них 31 украинец, 6 русских и 1 татарин. Постановлением ВЦИК «О реорганизации сети районов Крымской АССР» от 30 октября 1930 года (по другим сведениям 15 сентября 1931 года) Керченский район упразднили и село включили в состав Ленинского. По данным всесоюзная перепись населения 1939 года в селе проживало 436 человек. На километровой карте Генштаба Красной армии 1941 года в Ойсуле обозначено 10 дворов.

Герасим Андреевич Останин

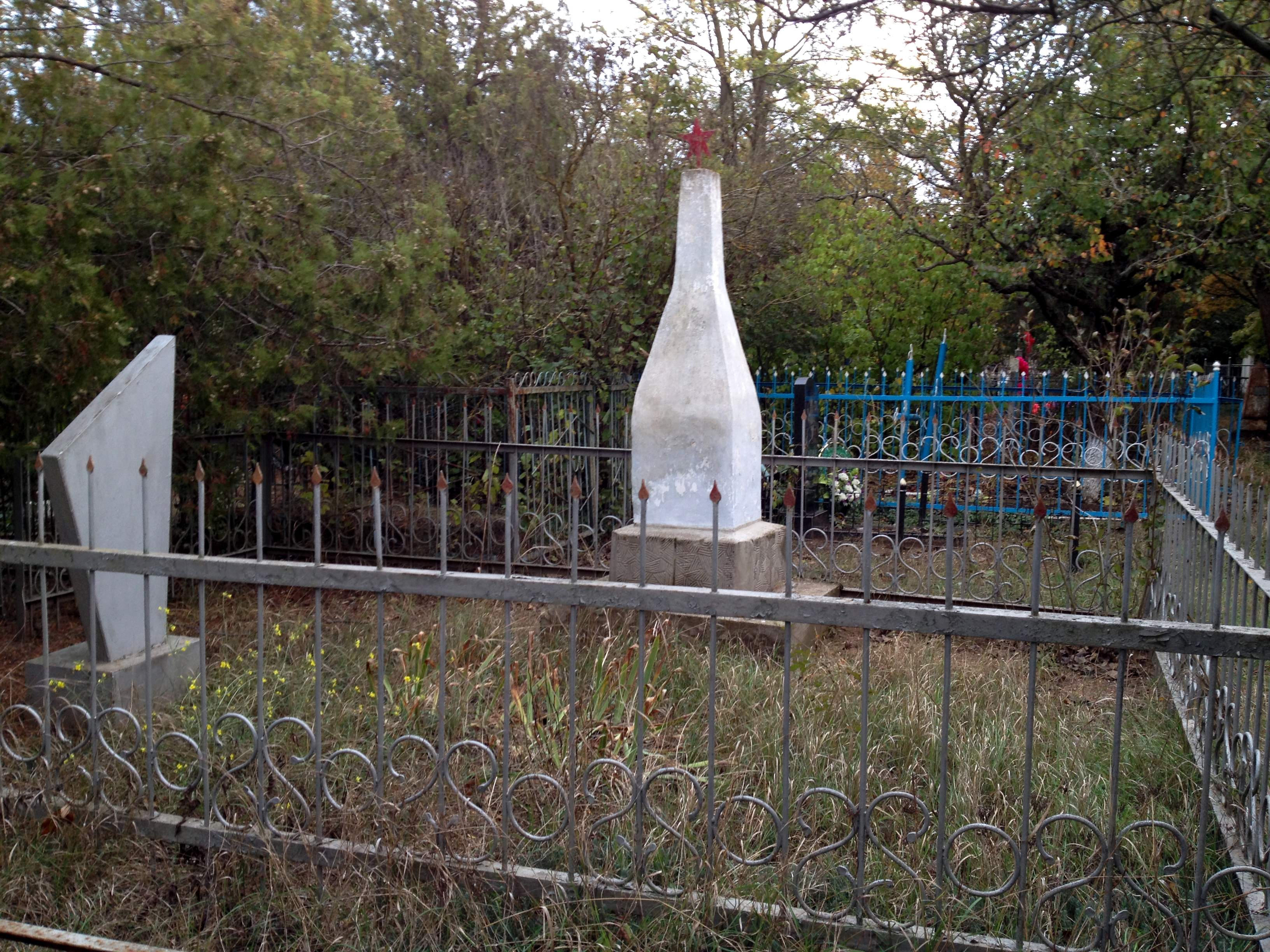
Братская могила на сельском кладбище.

В годы Великой Отечественной войны на фронтах сражались 17 жителей села, 7 человек погибли. В ходе Керченско-Феодосийской десантной операции в 1942 году в районе Ойсула держали оборону части 51-й армии Крымского фронта. При освобождении Крыма в 1944 году здесь действовала Приморская армия. Погибших в этих боях 14 воинов похоронили в братской могиле на сельском кладбище. В 1956 году на могиле установили памятник, постановлением Совета министров Республики Крым № 627 от 20 декабря 2016 года отнесённый к категории объектов культурного наследия России.
С 25 июня 1946 года Ойсул в составе Крымской области РСФСР. Указом Президиума Верховного Совета РСФСР от 18 мая 1948 года, посёлок при железнодорожной станции Ойсул он же (Останино) переименовали в Астанино, в честь руководителя местного подполья Герасима Андреевича Останина, расстрелянного фашистами в канун нового 1944 года.
26 апреля 1954 года Крымская область была передана из состава РСФСР в состав УССР. Время создания сельсовета пока не установлено: на 15 июня 1960 года он уже существовал. Современный вариант названия — Останино — введён Верховной Радой Украины 5 сентября 1985 года. По данным переписи 1989 года в селе проживало 2381 человек. С 12 февраля 1991 года село в восстановленной Крымской АССР, 26 февраля 1992 года переименованной в Автономную Республику Крым. С 21 марта 2014 года в составе Крыма аннексировано Россией.